# ヒバマタ属
ヒバマタ属（ヒバマタぞく、学名：Fucus）は、褐藻類ヒバマタ目ヒバマタ科に分類される属。海藻の仲間、日本にはヒバマタ F. distichus ssp. evanescens （シノニム：F. evanescens）の1（亜）種のみが分布するが、世界にはユーラシア大陸や北アメリカ大陸北部沿岸域に多数の種が生育する。日本においては、主に北海道の太平洋・オホーツク海沿岸で見られるが、日本海沿岸、あるいは東北地方の太平洋沿岸で見られることもある。
潮間帯の岩礁に生育している。付着器をもって岩礁に付着し、葉状体を叉状分岐しながら成長させていき、扇形の胞子体を形成する。胞子体の大きさは通常15〜20cmであるが、50cm近くに達することもある。灰褐色であるが乾燥すると黒変する。岩礁上で繁殖し、大規模な群落もしばしば見られる。
多くの藻類が単相の配偶体としての世代を持ち生殖を行うのに対して、ヒバマタは種子植物の受粉に似た生殖を行う。すなわち夏季になると葉状体の先端に生殖巣を形成して精子を水中に排出する。精子が他の生殖巣に到達して生殖巣内の卵子との受精が行われると、受精卵は発芽して新たな胞子体を形成する。この配偶体を形成しない生活形式を「ヒバマタ型」と呼ぶことがある。
日本においては、ヒバマタ属の採集・利用について顕著な記録はない。しかし、イギリス北部・北欧においては、ブラダーラック F. vesiculosus（英: bladder wrack）が草木灰の原料として古くから利用されてきた。またハーブとしても用いられ、料理の香辛料としたりハーブティーとして飲用されることもあった。世界でも突出した海藻食文化を持つ日本人があえて食用としなかった海藻を、日本以外の民族が食用としていたまことに珍しい例である。
ヨウ素を豊富に含むことが発見されたため、19世紀から甲状腺機能低下症などの治療薬として活用された。さらに近年ではミネラルやアルギン酸を含むことが注目され、ヒバマタを原料としたサプリメントが美容や健康にいいと標榜され、大いにもてはやされている。日本にも上述のブラダーラックを原料としたサプリメントが盛んに輸入されている。この状況を受け、厚生労働省はヒバマタを成分本質 (原材料) では医薬品でないもののリストに含めている。